# Wesele Balzaminowa
Wesele Balzaminowa (ros. Женитьба Бальзаминова) – radziecki film komediowy z 1964 roku, w reżyserii Konstantina Woinowa, na motywach komedii Aleksandra Ostrowskiego pod tym samym tytułem.

## Fabuła
Akcja filmu rozgrywa się w Moskwie, w XIX wieku. Urzędnik niskiego szczebla Misza Balzaminow wraz ze swoją matką planuje ożenek. Szansę na realizację planów stwarza wizyta wpływowej rodziny Niczkinów, którzy zamierzają wydać za mąż Kapoczkę. Starsze siostry instruują ją, jak powinna się zachować, aby przekonać do siebie Balzaminowa. Ale plany Balzaminowa zaczynają się komplikować.

## Obsada
- Gieorgij Wicyn jako Misza Balzaminow
- Ludmiła Szagałowa jako matka Miszy
- Nonna Mordiukowa jako Biełotiełowa
- Lidia Smirnowa jako swatka Akulina Krasawina
- Żanna Prochorenko jako Kapoczka
- Ludmiła Gurczenko jako Ustinka
- Tamara Nosowa jako matka Kapoczki
- Rolan Bykow jako Łukian Czebakow
- Inna Makarowa jako Anfisa Piżonowa
- Nadieżda Rumiancewa jako Raisa Piżonowa
- Tatiana Koniuchowa jako Chimka
- Jekatierina Sawinowa jako kucharka Matriona